# Partecipazione parziaria
La  partecipazione parziaria consiste nell'unione di capitali di più investitori per il finanziamento di un progetto economico concreto.
Il concetto deriva dalle Parti alle quali gli armatori compartecipano all'acquisto e alla gestione della nave al momento della Lega Anseatica Queste parti - ovvero quote fisse, ossia quote di proprietà di navi, sono note fin dal XII secolo.
Attualmente la "partecipazione partecipativa" può  essere definita come forma particolare di partecipazione a un'impresa. 
La peculiarità di una partecipazione parziaria consiste nel rimborso dell'intero capitale proprio versato e in una rendita minima prestabilita. Il capitale proprio versato dai soci cointeressati sarà garantito da obbligazioni Zero-Coupon di un ente bancario rinomato al valore nominale. Inoltre la rendita minima sarà garantita da un fondo risparmi straordinario.